# Domenico Giorgi
Domenico Giorgi (Rovigo, 1690 – Roma, 20 luglio 1747) è stato un presbitero e letterato italiano, fu bibliotecario del cardinale Giuseppe Renato Imperiali e camerlengo del Papa Benedetto XIV.

## Opere
- De antiquis Italiae Metropolibus (Roma, 1722)
- Annotazioni all'edizione parigina del Trattato di Poggio Bracciolini “De varietate fortunae” (Roma, 1723)
- Trattato sopra gli abiti sacri del Sommo Pontefice (Roma, 1724)
- De Cathedra Episcopali Setiae civitatis in Latio (Roma, 1727)
- De liturgia Romani Pontificis (Roma, 1731)
- De Monogrammate Christi (Roma, 1738)
- La vita del Papa Niccolò V (Roma, 1742)
- Il Martirologio di Adone con varie Lezioni e note (Roma, 1745)
- Dissertazioni.

Una sua biografia si trova nel T. XLI della Raccolta Calogeriana.